# Colias stoliczkana
Colias stoliczkana é uma pequena borboleta da família Pieridae, isto é, as amarelos e as brancas, que é encontrada na Índia.